# Фаридкот (княжество)
Княжество Фаридкот — туземное княжество в регионе Пенджаб Британской Индии. Столицей княжества был одноименный город Фаридкот.
Правящая семья Фаридкот претендует на происхождение от Джайсала, основателя государства Джайсалмер в 1156 году. Его потомок, Капур, обратился в сикхизм и основал княжество Коткапура в 1705 году. Споры между его внуками привели к разделению семейных поместий в 1763 году. Сардар Джодх Сингх Брар сохранил за собой Кот-Капуру, а его младший брат, Сардар Хамир Сингх Брар, обосновался в Фаридкоте.
Раджи Фаридкота проявили лояльность британцам во время Англо-сикхских войн и во время Сипайского восстания, за что были награждены приращением территории.

## История
Когда британцы покинули Индию в 1947 году, они отказались от своих субсидиарных союзов с княжескими государствами, и махараджа Фаридкота присоединил свое государство к новому Индийскому союзу. До обретения независимости большая часть района находилась под властью махараджи Фаридкота, а позже он стал частью штата Патиала и Союза государств восточного Пенджаба в 1948 году. В настоящее время княжеский дом Фаридкота возглавляет Его Высочество Махараджа Амариндер Сингх Брар (род. 1971). Члены княжеской семьи считаются культурными и политическими иконами в Фаридкоте. Махараджа Пахар Сингх, правивший с 1827 по 1849 год (сикхское княжество Фаридкот в Пенджабе), также был известен как предатель. Он присоединился к Британской Ост-Индской компании и помогал англичанам во время Первой Англо-сикхской войны против Сикхской империи правителя Пенджаба махараджи Ранджита Сингха.

## Правители княжества
Правители Фаридкота носили титулы раджей и махараджей.

### Раджи
- 1763—1782: Раджа Хамир Сингх (? — 1782), второй сын Чаудхури Сукхиа Сингха Брара из Коткапуры
- 1782—1798: Раджа Мохар Сингх (? — 1798), второй сын предыдущего
- 1798—1804: Раджа Чарат Сингх (? — 1804), старший сын предыдущего
- 1804 (один месяц): Раджа Дал Сингх (? — 5 ноября 1826), старший сын Хамира Сингха
- 1804—1826: Раджа Гулаб Сингх (1822 — август 1827), старший сын Чарата Сингха
- 1826—1827: Раджа Аттар Сингх (? — август 1827, единственный сын предыдущего
- Раджа Пахар Сингх (1799 — апрель 1849), регент княжества, второй сын Сардара Чарат Сингха Брара.

### Махараджи
- 1827—1849: Махараджа Пахар Сингх (1799 — апрель 1849), второй сын Сардара Чарат Сингха Брара
- 1849—1874: Махараджа Вазир Сингх (1828 — 22 апреля 1874), старший сын предыдущего
- 1874—1898: Махараджа Викрам Сингх (январь 1842 — 20 августа 1898), единственный сын предыдущего
- 1989—1906: Махараджа Балбир Сингх (30 августа 1869 — 11 февраля 1906), старший сын предыдущего
- 1906—1918: Майор Махараджа Балбир Индар Сингх (26 октября 1896 — 23 декабря 1918), племянник и приёмный сын предыдущего
- 1918—1947: Полковник Махараджа Хариндер Сингх (29 января 1915 — 16 октября 1989), старший сын предыдущего.

### Титулярные махараджи
- 1947—1989: Хариндер Сингх (29 января 1915 — 16 октября 1989), старший сын Махараджи Балбира Индара Сингха
- 1989—2017: Бхаратиндер Сингх (1945 — 8 января 2017), старший сын полковника Манджитиндера Сингха (1916—1999) и племянник предыдущего
- 2017 — настоящее время: Амариндер Сингх (род. 13 декабря 1971), старший сын предыдущего.

Вероятным наследником княжеского титула является Каран Индер Сингх Брар, единственный сын предыдущего.